# Mulungu do Morro
Mulungu do Morro est une municipalité brésilienne de l'État de Bahia et la Microrégion d'Irecê.